# Urumchia
Urumchia — вимерлий рід тероцефалових терапсид з раннього тріасу Китаю. Типовий вид Urumchia lii був описаний китайським палеонтологом К. С. Янгом (Янг Чжунцзянь) у 1952 році з формації Цзюцайюань у Сіньцзяні. Голотипний череп був втрачений, але Янг зміг описати вид на основі детального зліпка черепа. Urumchia подібний до південноафриканського тероцефала Regisaurus тим, що має розширену пару сошникових кісток на нижній стороні черепа, які утворюють вторинне піднебіння. У Urumchia передній кінець лемішів звужується до загострення, а у Regisaurus – ні. Urumchia має шість різців з обох боків верхньої щелепи, примітивний стан серед бауріоїдних тероцефалів, які зазвичай мають менше різців.